# Vêtements en Inde

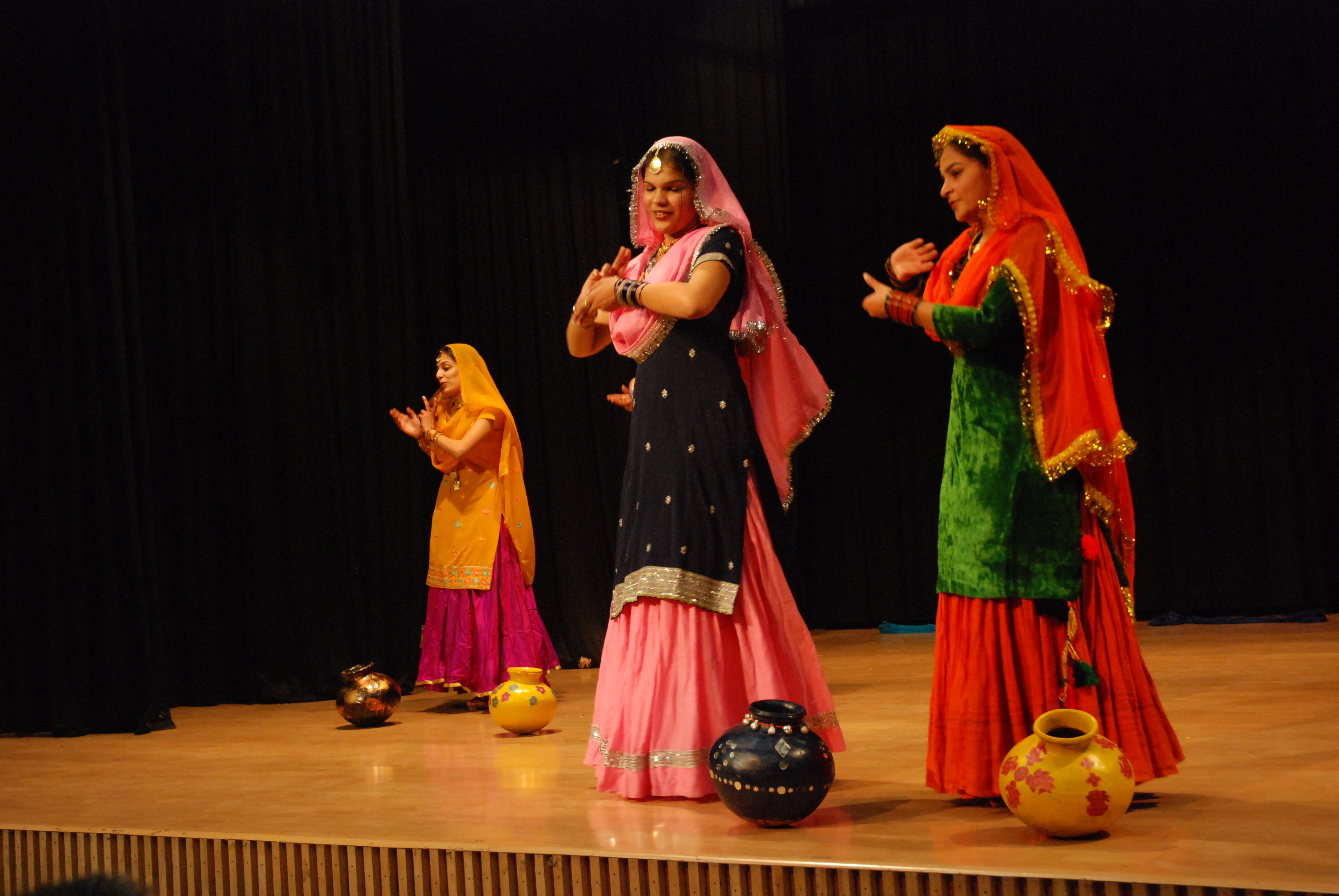
Danse punjabi : les danseuses portent un punjabi ghagra.

Les vêtements en Inde dépendent des différentes ethnies, de la géographie, du climat et des traditions culturelles des habitants de chaque région du pays. Historiquement, les vêtements masculins et féminins ont évolué à partir de vêtements simples comme le kaupina, le langota, l'achkan, le lungi, le sari, le gamcha et les pagnes pour couvrir le corps de costumes élaborés qui sont utilisés non seulement au quotidien, mais aussi lors d'occasions festives, ainsi que lors de rituels et de spectacles de danse. Dans les zones urbaines, les vêtements occidentaux sont courants et uniformément portés par les personnes de tous niveaux sociaux. L'Inde possède également une grande diversité de tissages, de fibres, de couleurs et de matières vestimentaires. Parfois, en fonction de la religion et du rituel concernés, des codes de couleur sont appliqués pour les vêtements . En Inde, ils englobent également la grande variété des broderies indiennes, d'imprimés, de travaux manuels, d'embellissements et de styles de port de vêtements. On peut voir en Inde un remarquable mélange de vêtements traditionnels indiens et de styles occidentaux.

## Histoire

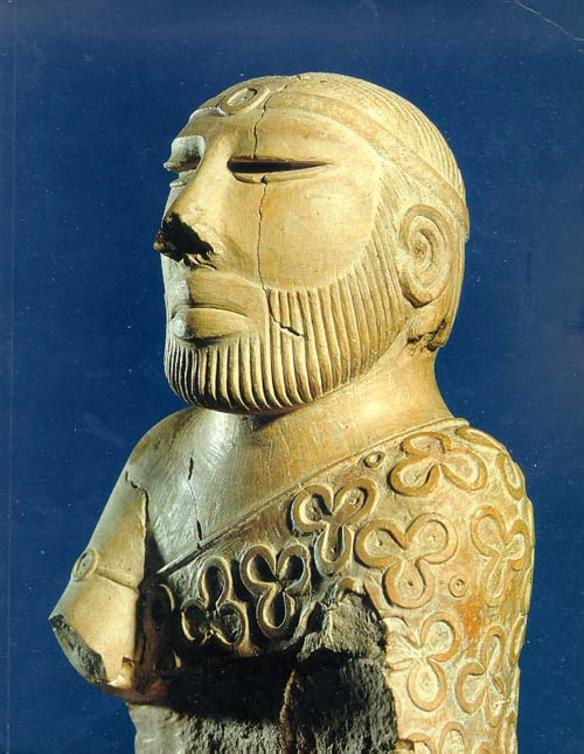
Statue de « Priest King » portant une robe, civilisation de la vallée de l'Indus.
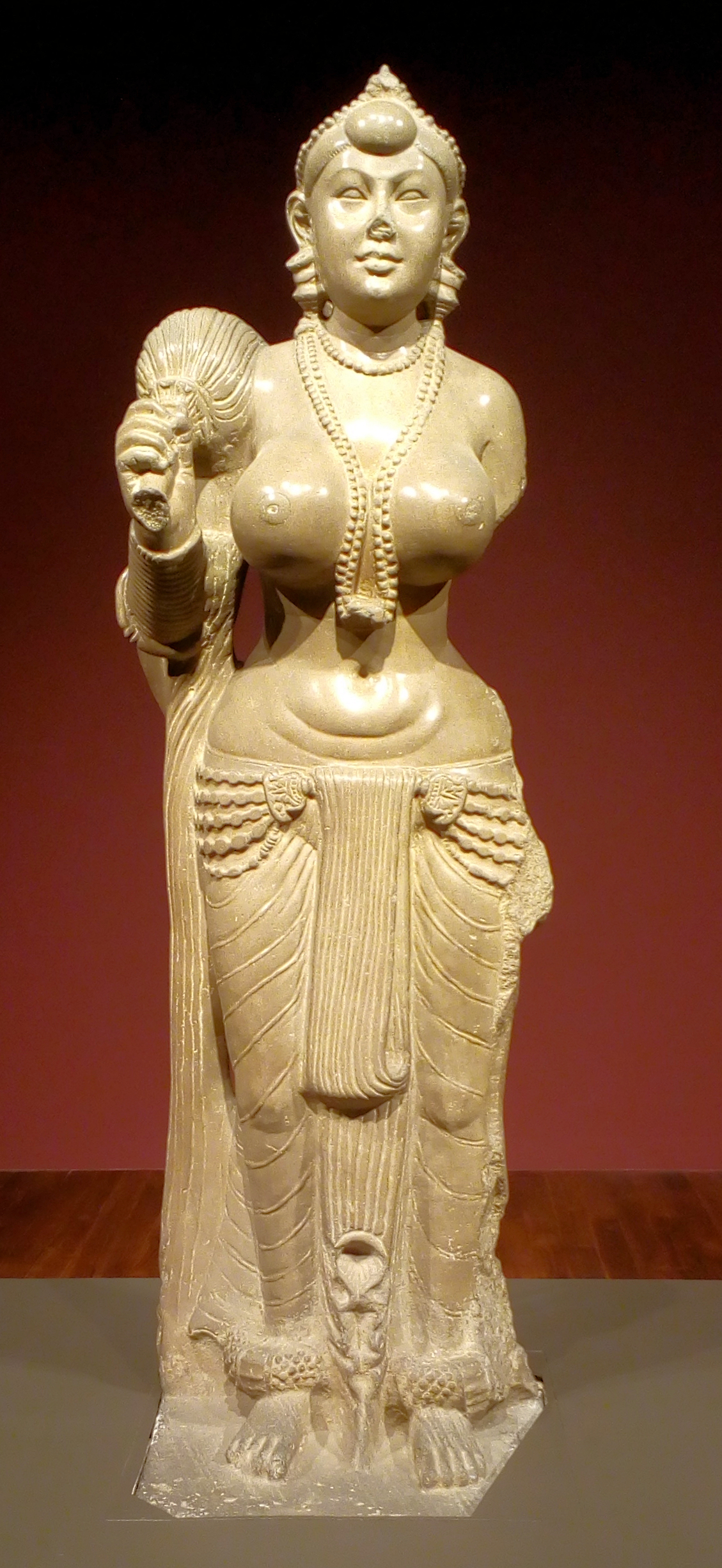
Le Didarganj Yakshi représentant le dhoti wrap, vers 300 av. J.-C.
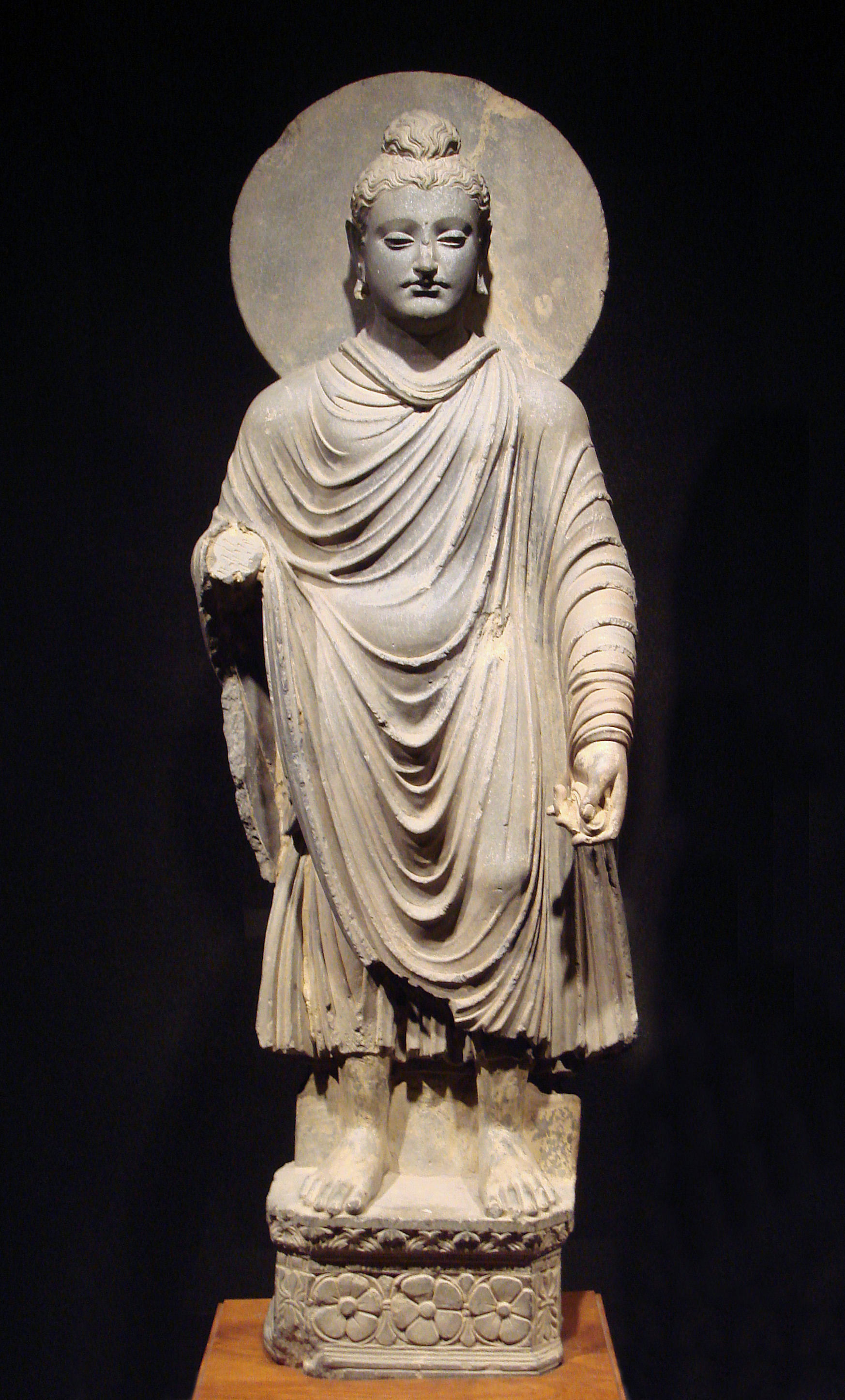
Le Bouddha portant des robes kāṣāya, vers 200 av. J.-C.
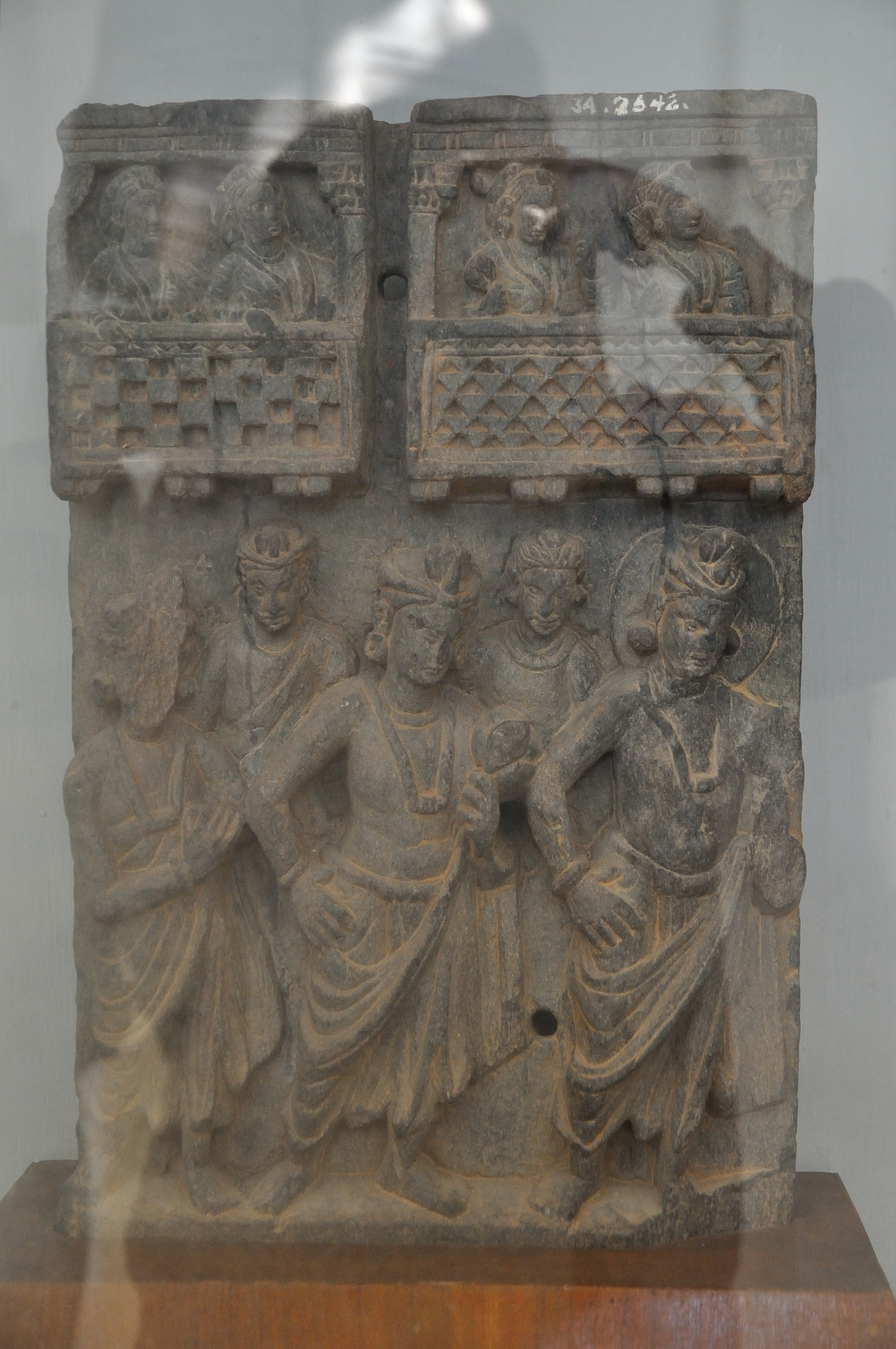
Relief représentant des hommes à antriya et uttariya, Ier siècle av. J.-C.

L'histoire de l'habillement en Inde remonte au Ve millénaire av. J.-C. dans la civilisation de la vallée de l'Indus où le coton était filé, tissé et teint. Des aiguilles en os et des fuseaux en bois ont été mis au jour lors de fouilles sur le site. L'industrie du coton dans l'Inde ancienne était bien développée et plusieurs de ses techniques ont survécu jusqu'à aujourd'hui. Hérodote, l'historien grec ancien a décrit le coton indien comme « une laine dépassant en beauté et en bonté celle du mouton ». Les vêtements en coton indien étaient bien adaptés aux étés secs et chauds de ce sous-continent. La grande épopée du Mahabharata, écrite au IVe siècle av. J.-C. environ, raconte que le dieu Krishna a empêché Draupadi de se déshabiller en lui accordant un cheera sans fin[réf. à confirmer]. La plupart des connaissances actuelles sur les vêtements indiens anciens proviennent de sculptures et de peintures rupestres de monuments comme à Ellora. Ces représentations montrent des danseuses et des déesses portant ce qui semble être une enveloppe de dhoti, l'ancêtre du sari moderne. Les castes supérieures s'habillaient de mousseline fine et portaient des ornements en or. La civilisation de l'Indus connaissait aussi les techniques de production de la soie. Une analyse récente des fibres de soie harappéennes dans les perles a montré qu'elle était fabriquée suivant la méthode du dévidage, un processus qui n'était connu que de la Chine jusqu'aux premiers siècles de notre ère. Le Kimkhwab est un brocart indien tissé de soie et de fil d'or ou d'argent. Le mot kimkhwāb est dérivé du persan et signifie « un petit rêve ». Le Kimkhwāb, connu en Inde depuis l'Antiquité, était appelé hiraṇya, ou drap d'or, dans la littérature védique (vers le XVe siècle av. J.-C.). Dans la période Gupta (IVe au VIe siècle), il était connu sous le nom de puṣpapaṭa a, ou tissu aux fleurs tissées. Pendant la période moghole (1556-1707), lorsque le kimkhwāb était extrêmement populaire auprès des riches, les grands centres de tissage de brocart étaient Benares (Vārānasi), Ahmādābād, Surat et Aurangābād. Bénarès est aujourd'hui le centre le plus important de la production de kimkhwāb. Lorsque Alexandre a envahi le Gandhara en 327 av. J.-C., les textiles imprimés en bloc en provenance d'Inde ont été constatés,.

Selon l'historien grec Arrien :
« Les Indiens utilisent des vêtements de lin, comme le dit Néarque, fabriqués à partir du lin tiré des arbres, dont j'ai déjà parlé. Et ce lin est plus blanc que tout autre lin, ou bien les gens étant noirs, le lin paraît plus blanc. Ils ont une robe de lin qui descend à mi-chemin entre le genou et la cheville et un vêtement qui est en partie jeté sur les épaules et en partie enroulé autour de la tête. Les Indiens les plus aisés portent des boucles d'oreilles en ivoire ; car ils n'en portent pas tous. Néarque dit que les Indiens se teignent la barbe de diverses couleurs ; les uns pour qu'elle paraisse blanche comme le plus blanc, les autres bleu foncé ; d'autres la font rouge, d'autres violette, d'autres verte. Ceux qui sont d'un certain rang ont des parapluies tenus au-dessus d'eux en été. Ils portent des chaussures de cuir blanc, travaillées avec soin, et les semelles de leurs chaussures sont multicolores et surélevées, afin qu'ils paraissent plus grands. »
Des témoignages du Ier siècle apr. J.-C. montrent que les bouddhas étaient représentés portant le saṃghāti qui fait partie du Kesa des moines bouddhistes. Pendant les périodes Maurya et Gupta, les gens portaient des vêtements cousus et non cousus. Les principaux vêtements étaient l'Antariya en coton blanc ou en mousseline, attaché à la taille par une ceinture appelée Kayabandh et un foulard appelé Uttariya utilisé pour draper la moitié supérieure du corps.[réf. nécessaire]

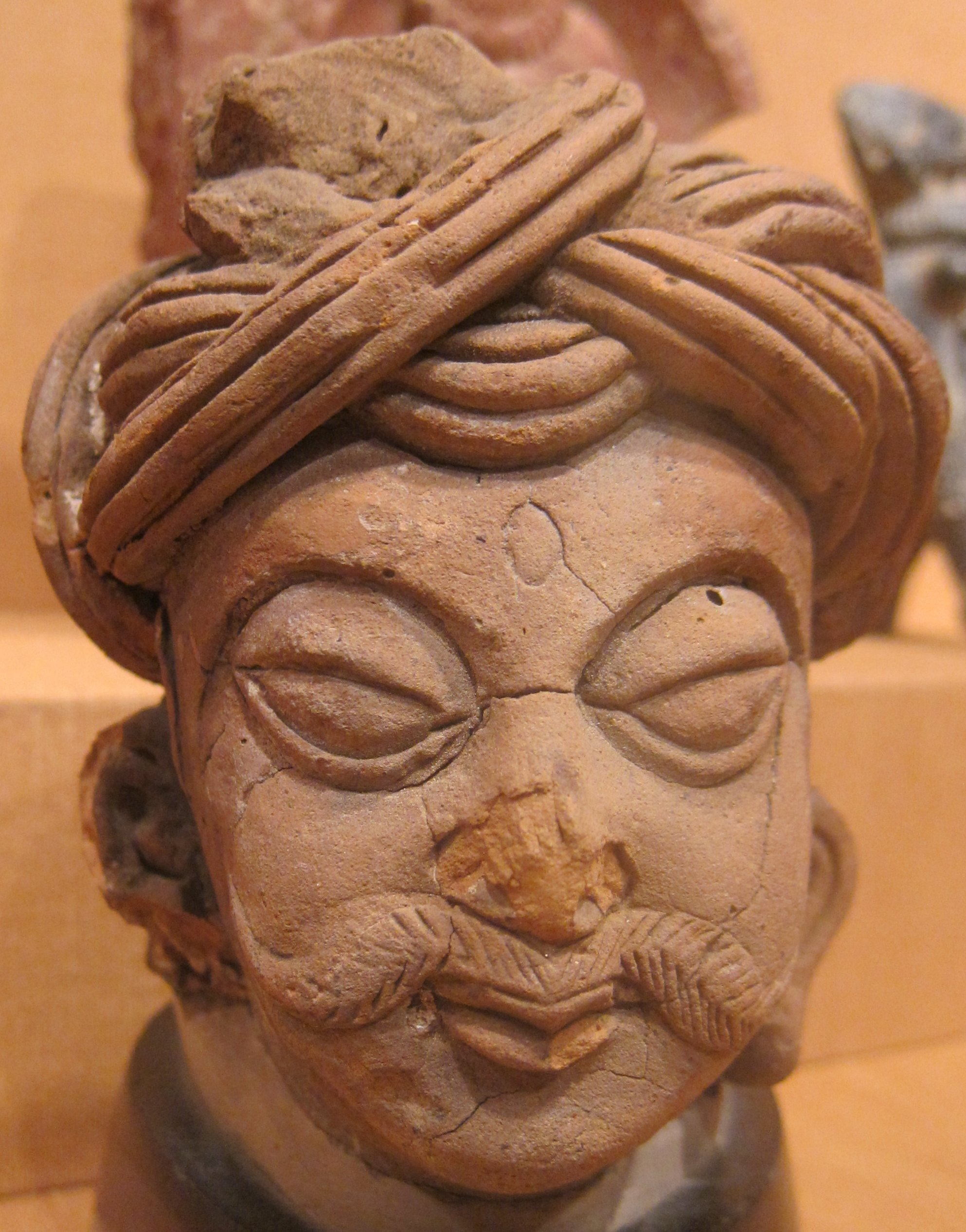
Tête en terre cuite, portant peut-être une forme ancienne de pagri de l'époque Gupta.
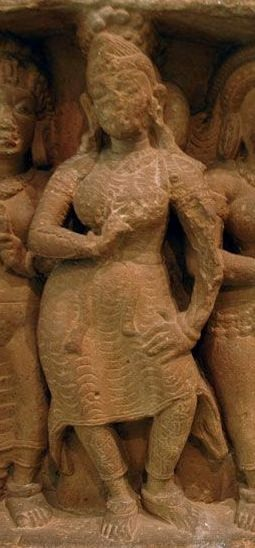
Forme ancienne de Churidar porté pendant la période Gupta, IIIe siècle environ.
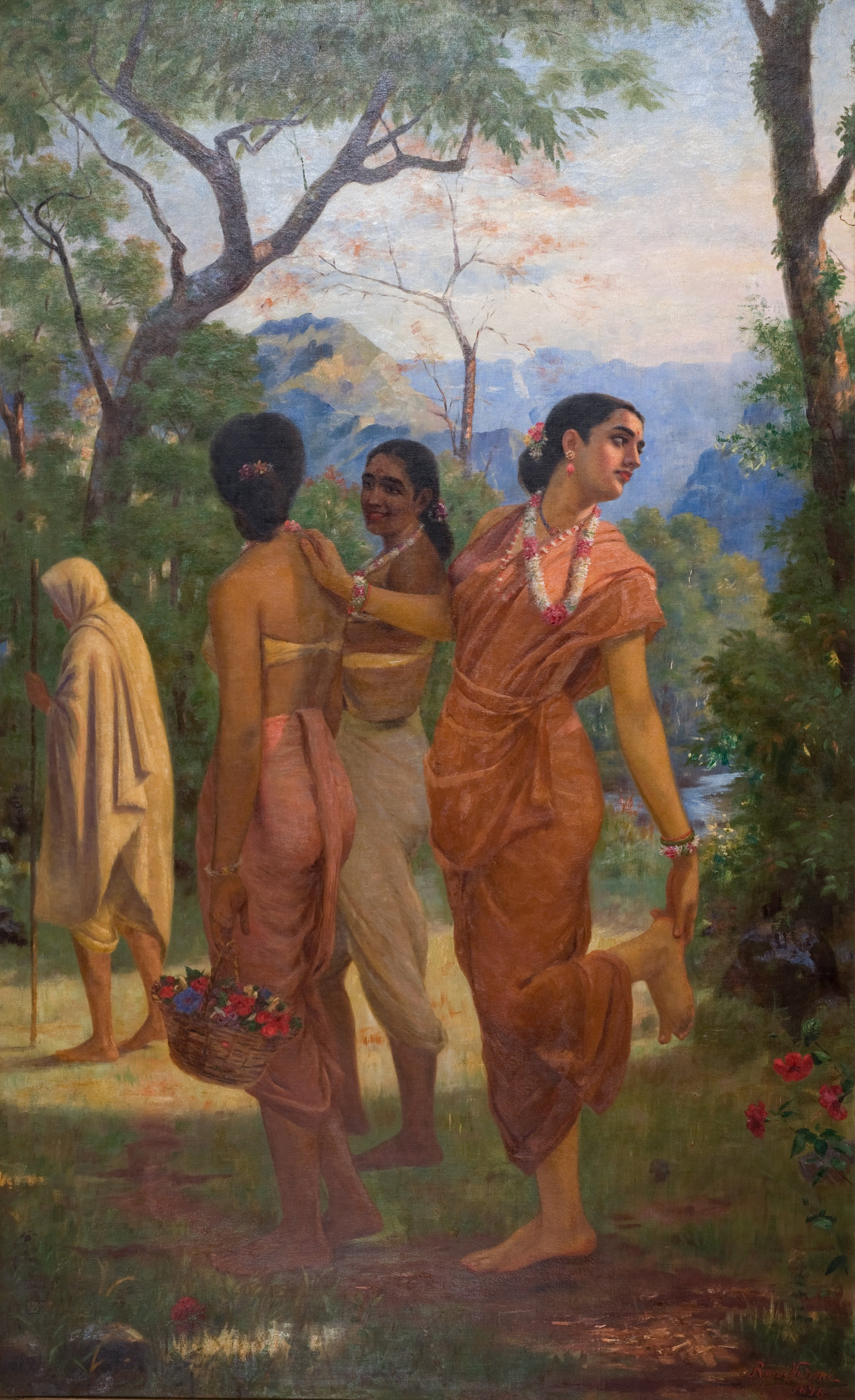
Shakuntala, épouse de Dushyanta et mère de l'empereur Bharata, d'après la pièce de Kalidasa Abhijñānaśākuntala, portant un sari, peinture de Raja Ravi Varma.
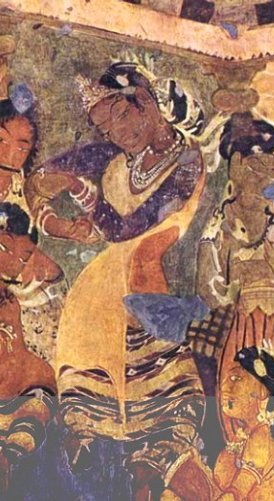
Danseuse dans un choli de type kurta-salwar ; Empire Gupta.
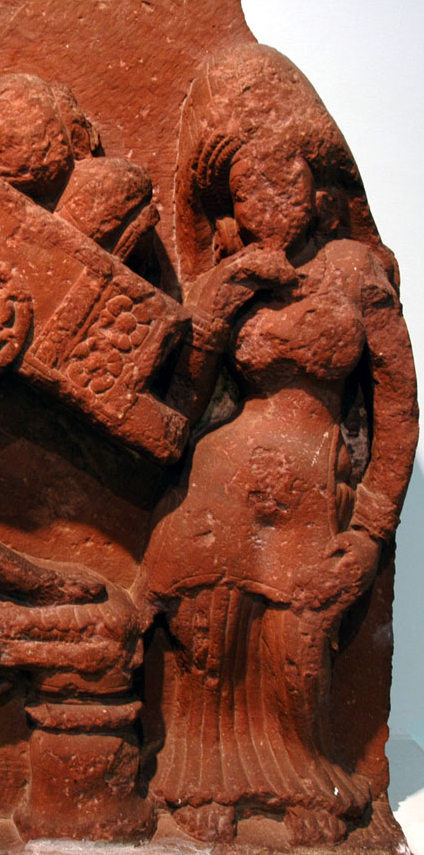
Période Gupta - représentation de femmes à Ghagra choli, 320 à 550, Uttar Pradesh, Inde.

De nouvelles routes commerciales, tant terrestres qu'outre-mer, ont créé un échange culturel avec l'Asie centrale et l'Europe. Les Romains achetaient de l'indigo pour la teinture et également des tissus de coton pour des articles d'habillement. Le commerce avec la Chine via la route de la soie a permis l'introduction de textiles utilisant des vers à soie domestiqués. Le traité de Chanakya sur l'administration publique, l'Arthashastra, écrit vers le IIIe siècle av. J.-C., décrit brièvement les normes suivies dans le tissage de la soie.
Une variété de techniques de tissage étaient utilisées dans l'Inde ancienne, dont beaucoup survivent jusqu'à nos jours. La soie et le coton ont été tissés dans divers modèles et motifs, chaque région développant son style et sa technique distincts. Le Jamdani, le Kasika vastra de Varanasi, le butidar et le sari Ilkal étaient célèbres parmi ces styles de tissage.[réf. nécessaire] brocarts de soie étaient tissés avec des fils d'or et d'argent. Les Moghols ont joué un rôle essentiel dans l'amélioration de l'art, et le paisley et Latifa Buti sont de beaux exemples de l'influence moghole[réf. nécessaire].
Dans l'Inde ancienne, la teinture des vêtements était pratiquée comme une forme d'art. Cinq couleurs primaires (Suddha-varnas) étaient identifiées et les couleurs complexes (Misra - varnas) étaient classées en fonction de leurs nombreuses nuances. La sensibilité a été manifestée jusqu'aux nuances les plus subtiles ; l'ancien traité Vishnudharmottara cite cinq tons de blanc, à savoir l'ivoire, le jasmin, la lune d'août, les nuages d'août après la pluie et la conque. Les colorants couramment utilisés étaient l'indigo (Nila), le rouge garance et le carthame. La technique de la teinture au mordant était répandue en Inde depuis le deuxième millénaire avant Jésus-Christ. Les techniques de la teinture par résistance et de Kalamkari étaient très populaires et ces textiles étaient les principaux produits d'exportation.
Le châle cachemiri fait partie intégrante de l'histoire de l'habillement indien. Les variétés de châles cachemiris comprennent le Shahtoosh, connu sous le nom de « châle à anneaux », et les châles en laine pashmînâ , historiquement appelés pashm. Les textiles en laine sont mentionnés dès l'époque védique en association avec le Cachemire ; le Rig Veda fait référence à la vallée du Sind comme étant abondante en moutons[réf. nécessaire] et le dieu Pushan a été désigné comme le « tisseur de vêtements », ce qui a évolué vers le terme pashm pour la laine de la région. Les châles en laine ont été mentionnés dans des textes afghans du IIIe siècle av. J.-C., mais la référence au travail du Cachemire se fait au XVIe siècle. On attribue généralement au sultan du Cachemire, Zain-ul-Abidin, la fondation de cette industrie. Une histoire raconte que l'empereur romain Aurélien a reçu d'un roi perse un pallium violet, fait de laine asiatique de la meilleure qualité[réf. nécessaire]. Les châles étaient teints en rouge ou en violet, la teinture rouge étant obtenue à partir d'insectes, des cochenilles, le violet par un mélange de rouge et de bleu provenant de l'indigo. Les châles cachemiris les plus prisés étaient le Jamavar et le Kanika Jamavar, tissés à l'aide de bobines de tissage avec des fils de couleur appelés kani et un seul châle prenant plus d'un an pour être achevé nécessitait 100 à 1 500 kanis selon le degré d'élaboration.
Dès l'Antiquité, les textiles indiens étaient échangés avec la Chine, l'Asie du Sud-Est et l'Empire romain. Le Périple de la mer Érythrée mentionne des tissus de mauve, des mousselines et des cotons grossiers. Les villes portuaires comme Masulipatnam et Barygaza étaient réputées pour leur production de mousselines et de tissus fins. Le commerce avec les Arabes, qui étaient des intermédiaires dans le commerce des épices entre l'Inde et l'Europe, a introduit les textiles indiens en Europe, où ils étaient appréciés par la royauté aux XVIIe et XVIIIe siècles. Les compagnies des Indes orientales néerlandaise, française et britannique se sont disputé le monopole du commerce des épices dans l'océan Indien, mais se sont heurtées au problème du paiement des épices, qui se faisait en or ou en argent. Pour pallier ce problème, des lingots ont été envoyés en Inde pour être échangés contre des textiles, dont une grande partie était ensuite échangée contre des épices dans d'autres postes commerciaux, qui étaient ensuite échangées avec les tissus restants à Londres. Les calicots, chintz, mousselines et soies à motifs indiens imprimés ont inondé le marché britannique et, avec le temps, les motifs ont été copiés sur des imitations par les fabricants de textiles britanniques, réduisant ainsi la dépendance vis-à-vis de l'Inde.
L'opposition à la domination britannique en Inde, en particulier la partition du Bengale en 1905, a déclenché le mouvement Swadeshi à l'échelle nationale. L'un des principaux objectifs du mouvement était d'atteindre l'autosuffisance et de promouvoir les produits indiens tout en boycottant les produits britanniques sur le marché. Cela a été magnifié dans la production de Khadi. Le khadi et ses produits ont été encouragés par les dirigeants nationalistes au détriment des produits britanniques, tout en étant considérés comme un moyen d'autonomiser les artisans ruraux.

## Vêtements féminins
En Inde, les vêtements féminins varient considérablement et sont étroitement associés à la culture, à la religion et aux climats locaux.
Les vêtements indiens traditionnels pour les femmes du nord et de l'est sont les saris portés avec des hauts choli, une longue jupe appelée lehenga portée avec un choli et un foulard dupatta pour créer un ensemble appelé gagra choli, ou alors des costumes salwar kameez, tandis que de nombreuses femmes du sud de l'Inde portent traditionnellement des saris et les enfants des pattu langa.[réf. nécessaire] Les saris en soie sont considérés comme les plus élégants. Mumbai, anciennement connue sous le nom de Bombay, est l'une des capitales indiennes de la mode. Dans de nombreuses régions rurales de l'Inde, on porte des vêtements traditionnels. Les femmes portent un sari, un long drap de tissu coloré, drapé sur un chemisier simple ou fantaisie. Les petites filles portent une pavada. Les deux sont souvent à motifs. Le Bindi fait partie du maquillage féminin.[réf. nécessaire] Les vêtements Indo-occidentaux sont la fusion de la mode occidentale et sub-continentale. Les autres vêtements comprennent le churidar, le gamucha, le kurti et la kurta, et le sherwani.
Le style traditionnel des vêtements en Inde varie selon les distinctions entre hommes et femmes. Ce style est toujours suivi dans les zones rurales, mais il est en train de changer dans les zones urbaines.

### Habits traditionnels

#### Sari et vêtements enveloppés

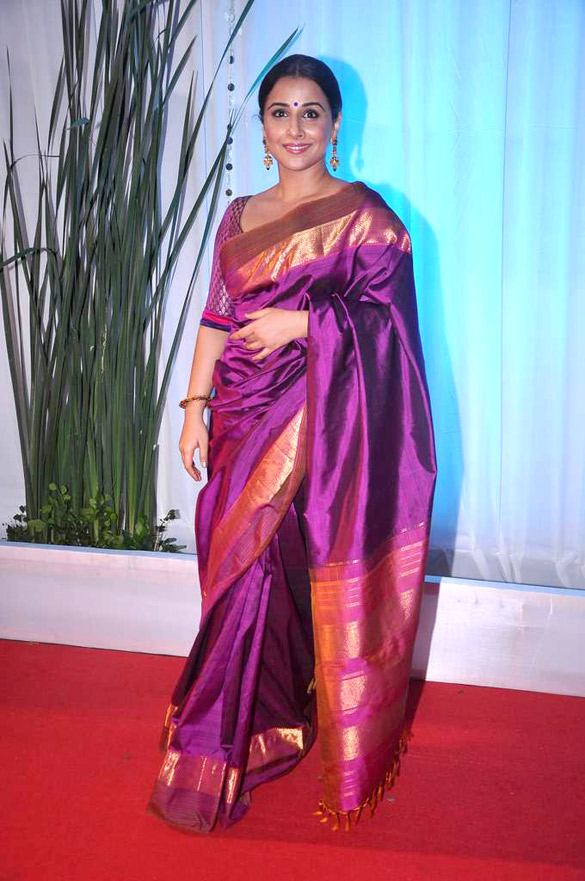
Sari en soie violet porté par Vidya Balan.

Un sari ou sari , est un vêtement féminin dans le sous-continent indien. Un sari est une bande de tissu non cousu, d'une longueur de quatre à neuf mètres, qui est drapée sur le corps dans différents styles. En voici quelques-uns : Sambalpuri Saree de l'Est, soie Mysore et Ilkal du Karnataka et Kanchipuram du Tamil Nadu du Sud, Paithani du Maharashtra et Banarasi du Nord, entre autres. Le style le plus courant est celui où le sari est enroulé autour de la taille, l'une des extrémités étant ensuite drapée sur l'épaule pour dégager le ventre. Le sari est généralement porté sur un jupon. Le chemisier peut être « dos nu » ou de style « dos nu ». Ils sont généralement plus habillés et comportent de nombreux ornements tels que des miroirs ou des broderies et peuvent être portés lors d'occasions spéciales. Les femmes dans les forces armées, lorsqu'elles portent un uniforme de sari, portent une chemise à demi-manches rentrée dans la taille. Les adolescentes peuvent porter des demi-saris, un ensemble de trois pièces composé d'un langa, d'un choli et d'une étole enroulée dessus comme un sari. Les femmes portent généralement des saris complets. Les saris de mariage indiens sont généralement rouges ou roses, une tradition qui remonte à l'histoire pré-moderne de l'Inde.
Les saris portent généralement des noms différents selon les lieux. Au Kerala, les saris blancs avec une bordure dorée sont appelés kavanis et sont portés lors d'occasions spéciales. Un simple sari blanc, porté au quotidien, s'appelle un mundu . Les saris sont appelés pudavai au Tamil Nadu. Au Karnataka, les saris sont appelés Seere. La production traditionnelle de saris tissés à la main est importante pour le développement économique des communautés rurales. La série de Saris fournit une ressource documentée de plus de 80 différents draps régionaux de l'Inde.
Mundum Neriyathum

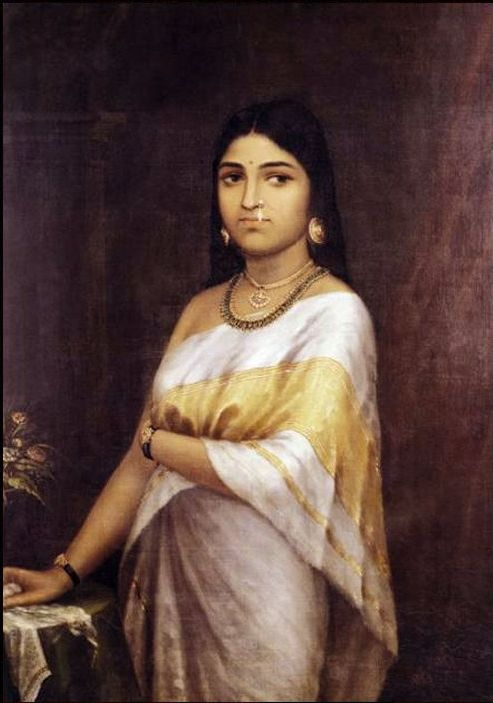
Dame malayalee portant mundum neriyathum. Peint par Raja Ravi Varma, c. 1900.

Le Mundum Neriyathum est le plus ancien vestige de l'ancienne forme du sari qui ne couvrait que la partie inférieure du corps. Il s'agit de la tenue traditionnelle des femmes du Kerala, un état situé dans le sud-ouest de l'Inde,. La pièce traditionnelle de base est le mundu ou vêtement inférieur, qui est l'ancienne forme du sari désigné par « Thuni » (qui signifie tissu) en malayalam , tandis que le neriyathu forme le vêtement supérieur du mundu,.
Mekhela Sador

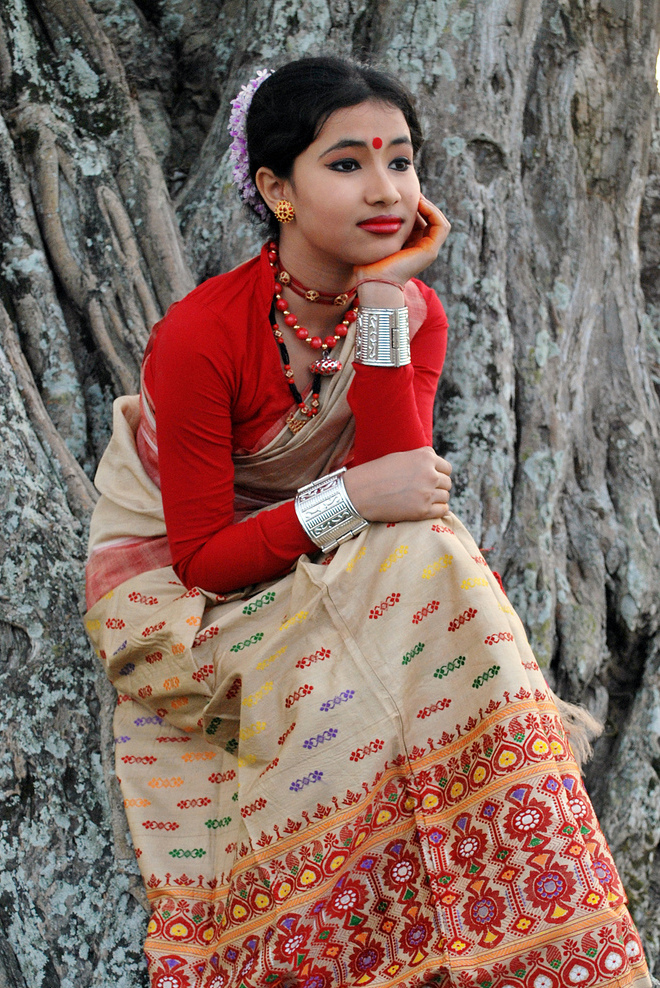
Une fille assamais portant mekhela sador, 2010

Mekhela Sador (en assamais : মেখেলা চাদৰ) est la robe traditionnelle assamais portée par les femmes. Elle est portée par les femmes de tous âges.
Il y a trois pièces principales de tissu qui sont drapées autour du corps.
La partie inférieure, drapée de la taille vers le bas, est appelée Mekhela (en assamais : মেখেলা). Il se présente sous la forme d'un sarong - un cylindre de tissu très large - qui est plié en plis pour s'adapter autour de la taille et rentré. Les plis sont à droite, par opposition aux plis du style Nivi du sari, qui sont pliés à gauche. Les ficelles ne sont jamais utilisées pour attacher le mekhela autour de la taille, bien qu'un jupon avec une ficelle soit souvent utilisé.
La partie supérieure de la robe trois pièces, appelée Sador (en assamais : চাদৰ), est une longue pièce de tissu dont une extrémité est rentrée dans la partie supérieure du Mekhela et le reste drapé sur et autour du reste du corps. Le Sador est rentré dans des plis triangulaires. Un chemisier ajusté est porté pour couvrir les seins.
La troisième pièce s'appelle un Riha, qui est porté sous le Sador. Il est d'une largeur étroite. Cette robe traditionnelle des femmes assamaises est très célèbre pour ses motifs exclusifs sur le corps et la bordure. Les femmes les portent lors d'importantes occasions religieuses et cérémonielles comme le mariage. Le Riha est porté exactement comme un Sador et est utilisé comme Orni.
Rignaï

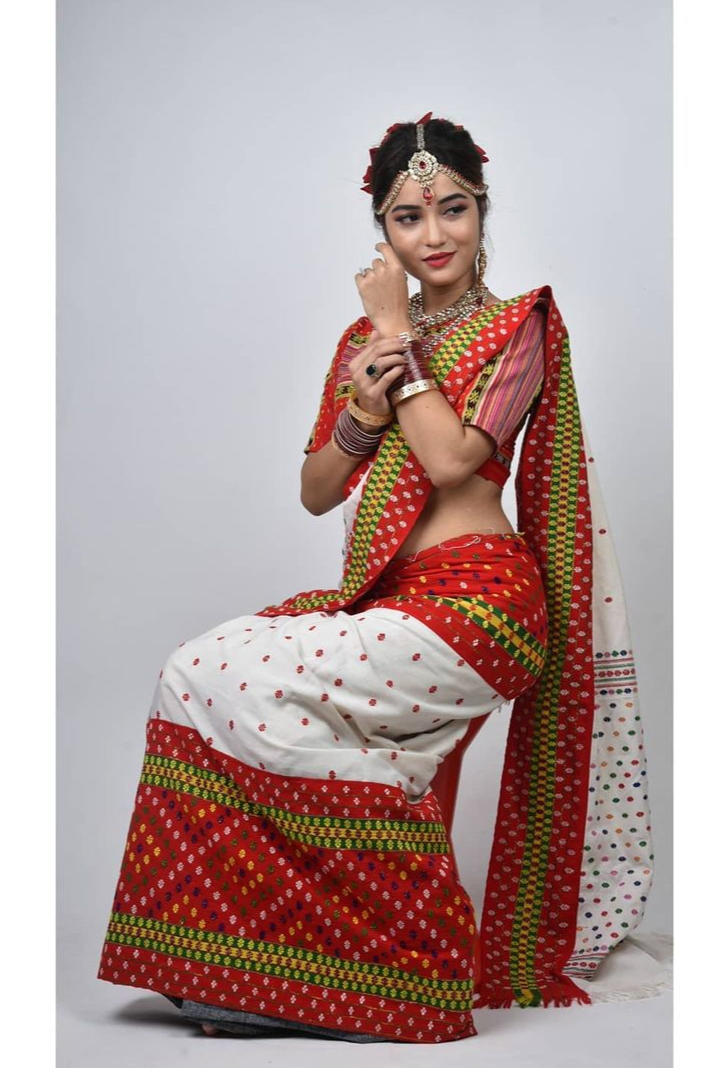
Mariée Tripuri à Rignai et Rikutu

Le Rignai est la tenue traditionnelle des femmes Tripuri, les habitants indigènes de Tripura. Il se porte en l'enroulant autour de la taille. Il est porté avec le « Rikutu » qui couvre la moitié supérieure du corps. Il est porté par toutes les femmes Tripuri de Tripura.
Le rignai le plus important est appelé « barre Chamathwi » et comprend un tissu blanc bordé de marron ou d'autres couleurs. Il est porté lors d'occasions importantes comme les cérémonies de mariage et les festivals comme Goria Puja et Hangrai.

#### Salwar Kameez

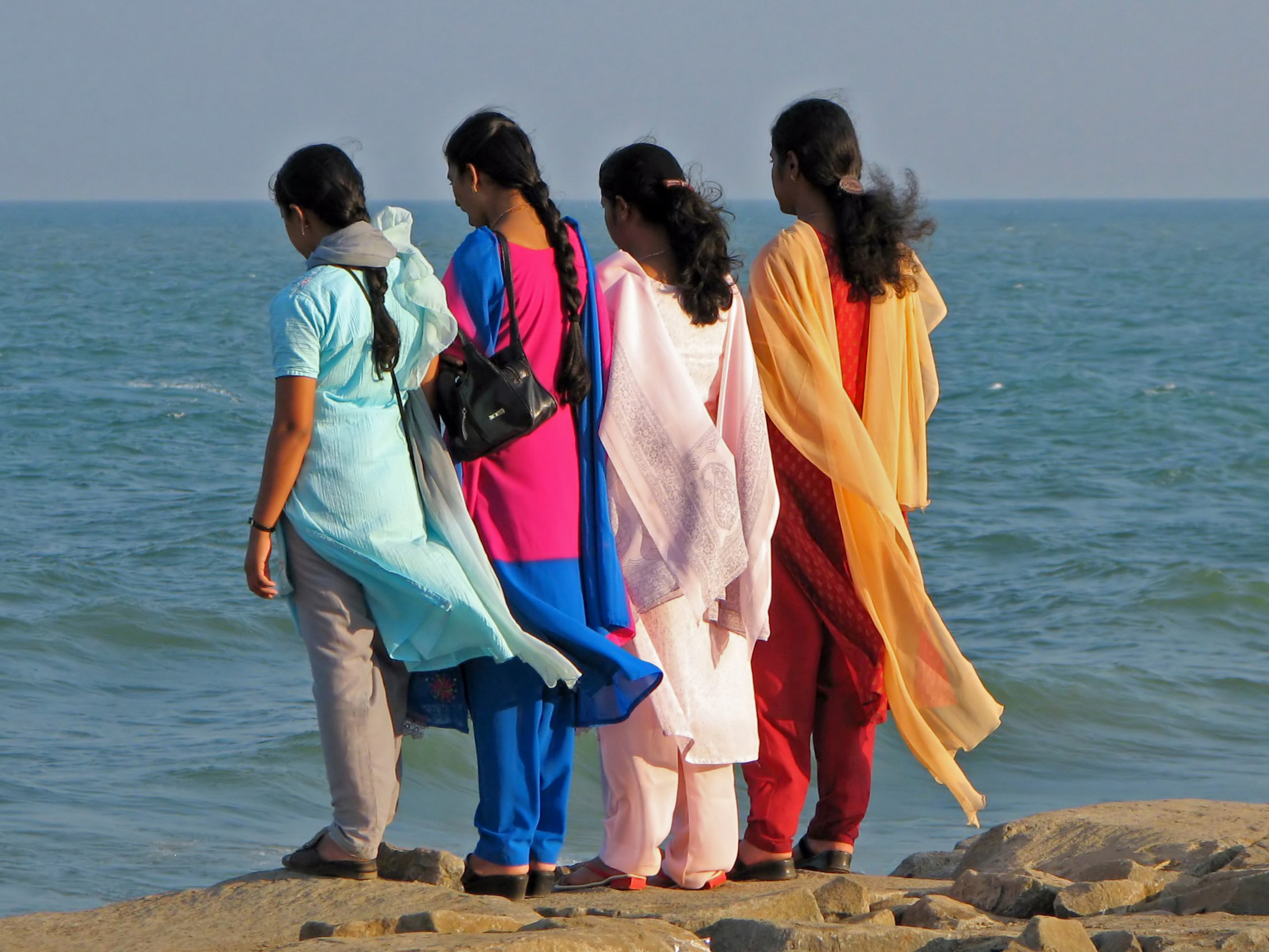
Quatre femmes portant du Salwar Kameez, Pondichéry, 2006

Le salwar est une description générique du vêtement inférieur comprenant le salwar punjabi, le suthan sindhi, le pyjama Dogri (également appelé suthan) et le suthan cachemiri. Le salwar kameez a été porté par les femmes du Pendjab, de l'Haryana et de l'Himachal Pradesh, où le costume a été appelé le costume du Pendjabi, qui est le plus courant dans le nord-ouest de l'Inde (région du Pendjab). Le costume Punjabi comprend également l'ensemble « churidaar » et « kurta » qui est également populaire dans le sud de l'Inde où il est connu sous le nom de « churidaar ».
Le salwar kameez se compose d'un pantalon ample (le salwar) étroit aux chevilles, surmonté d'une tunique (le kameez). Les femmes portent généralement un dupatta ou un odani (voile) avec un salwar kameez pour couvrir leur tête et leurs épaules. Il est toujours porté avec un foulard appelé dupatta, qui sert à couvrir la tête et qui est tiré sur la poitrine.
Le matériau de la dupatta dépend habituellement de celui du costume et est généralement en coton, georgette, soie, mousseline, entre autres[réf. nécessaire].
Le suthan, semblable au salwar est courant dans le Sindh où il est porté avec le cholo et au Cachemire où il est porté avec le Phiran. Le phiran du Cachemire est similaire au pyjama Dogri. Le salwar patiala est une version exagérément large du salwar, dont les plis lâches sont cousus ensemble dans le bas dont les plis lâches sont cousus ensemble dans le bas,.

#### Churidaar

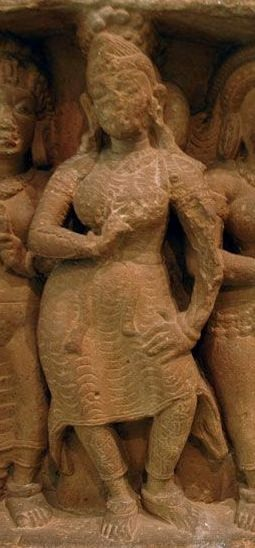
Forme ancienne de Churidar portée pendant la période Gupta.

Le churidaar est une variante du salwar, ample au-dessus des genoux et ajusté au mollet en dessous. Alors que le salwar est ample et rentré à la cheville, le churidaar s'ajuste sous les genoux avec des fronces horizontales près des chevilles. Le churidaar peut être porté avec n'importe quel vêtement supérieur tel qu'un long kurta, qui descend sous les genoux, ou dans le cadre d'un costume Anarkali.
Costume Anarkali

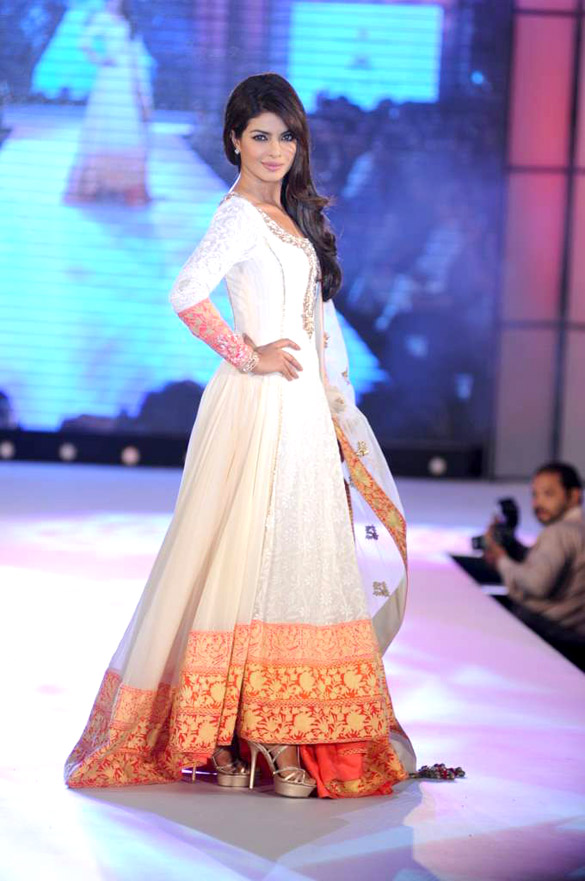
Priyanka Chopra, une actrice de Bollywood, dans un costume Anarkali.

Le costume Anarkali est composé d'un long haut de style redingote et d'un bas ajusté. L'Anarkali est d'un style extrêmement apprécié, porté par les femmes du nord de l'Inde, du Pakistan et du Moyen-Orient. Ce vêtement existe dans de nombreuses longueurs et broderies différentes, y compris des styles Anarkali qui touche le plancher. De nombreuses femmes optent également pour des costumes Anarkali plus lourds et brodés lors des cérémonies de mariage et des événements. Les femmes indiennes les portent à diverses autres occasions, comme les festivals traditionnels, les déjeuners décontractés, les célébrations d'anniversaire, etc. Le kameez de l'Anarkali peut être sans manches ou avec des manches allant du capuchon à la longueur du poignet.

#### Lehenga Choli (jupe et chemisier)
Un Ghagra Choli ou un Lehenga Choli est le vêtement traditionnel des femmes au Rajasthan et au Gujarat[réf. nécessaire]. Les Punjabis les portent également et ils sont utilisés dans certaines de leurs danses folkloriques. Il s'agit d'une combinaison de lehenga, d'un choli serré et d'un odhani. Un lehenga est une forme de longue jupe plissée. Il est généralement brodé ou doté d'une épaisse bordure dans le bas. Un choli  est un vêtement en forme de blouse, coupé pour s'adapter au corps, avec des manches courtes et un col bas.
Différents styles de ghagra cholis sont portés par les femmes, allant d'un simple lehenga choli en coton comme vêtement quotidien, un ghagra traditionnel avec des miroirs embellis généralement porté pendant Navratri pour la danse garba ou un lehenga entièrement brodé porté lors des cérémonies de mariage par la mariée.
Outre le salwar kameez, les femmes célibataires apprécient le Gagra choli et Langa voni.
Pattu Pavadai/Reshme Langa

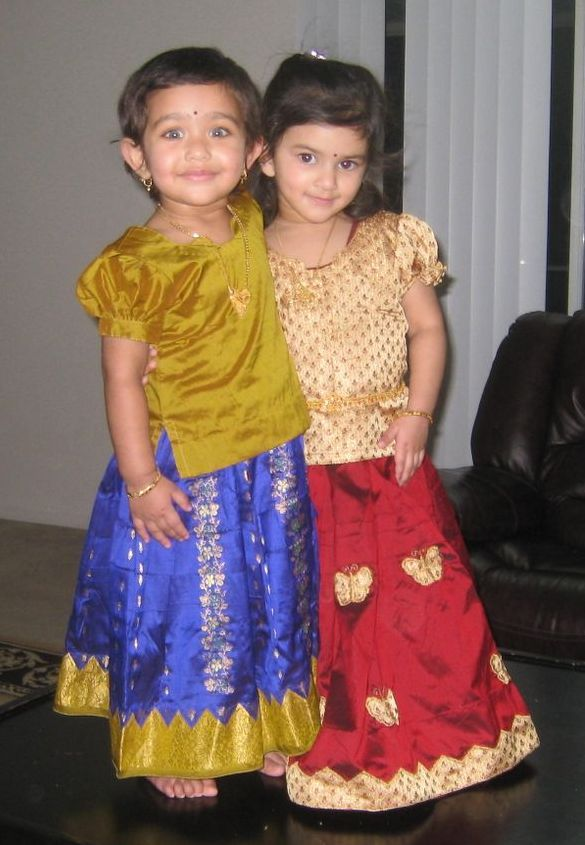
Deux filles portant Pattu Pavadai.

Pattu Pavadai ou Langa davani est une robe traditionnelle du sud de l'Inde et du Rajasthan, généralement portée par les adolescentes et les petites filles. La pavada est une jupe en forme de cône, généralement en soie, qui pend de la taille jusqu'aux orteils. Elle comporte normalement une bordure dorée dans le bas.
Les filles du sud de l'Inde portent souvent le pattu pavadai ou le Langa davani lors des cérémonies traditionnelles.
Les filles du Rajasthan portent cette robe avant le mariage (et après le mariage avec une modification de la vue dans certaines sections de la société).
Langa - Voni/Dhavani

Il s'agit d'un type de robe de l'Inde du Sud principalement porté dans le Karnataka, à l'Andhra Pradesh et au Tamil Nadu, ainsi que dans certaines régions du Kerala. Il s'agit d'un vêtement en trois parties, le langa ou lehenga étant la jupe longue et fluide en forme de cône.

## Vêtements masculins

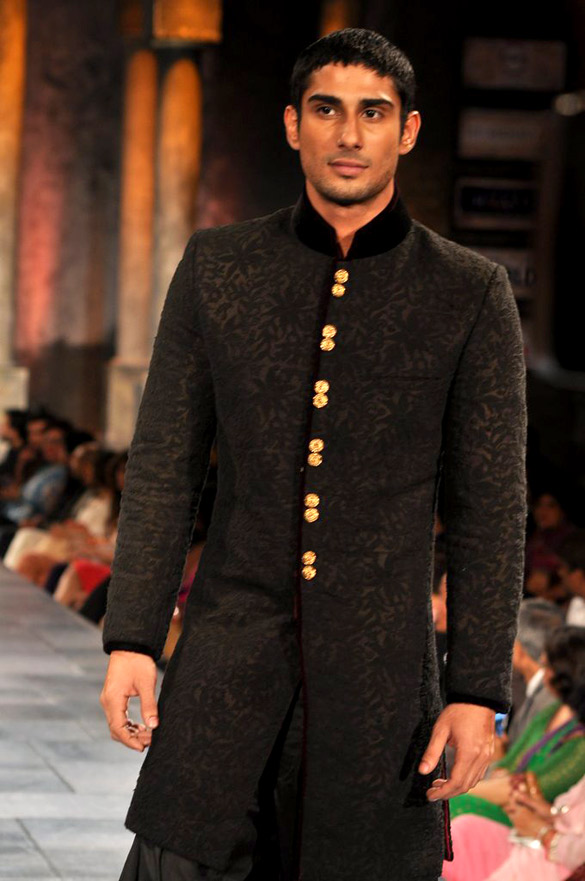
Indien à Sherwani

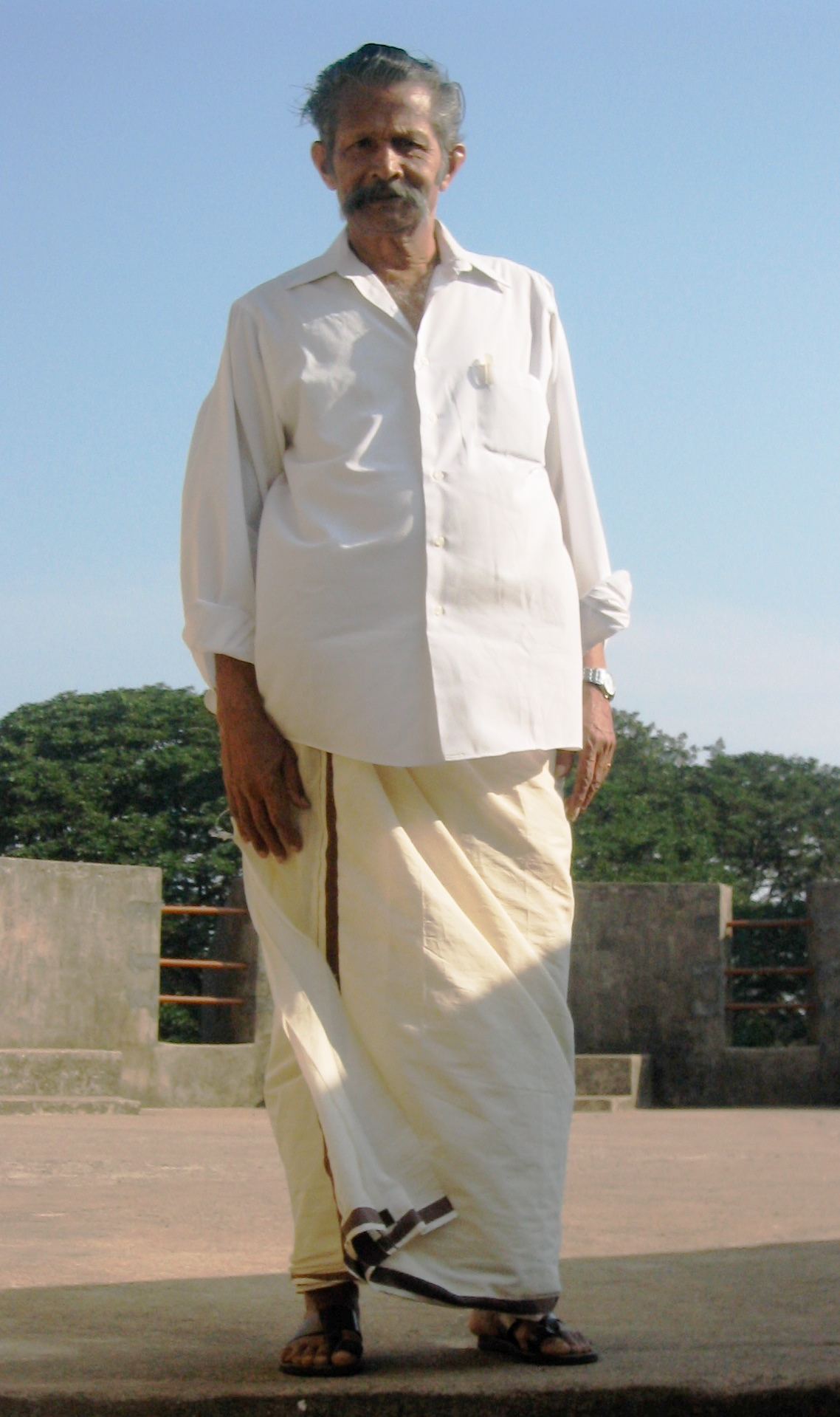
Un homme portant un dhoti.

### Habits traditionnels
Pour les hommes, les vêtements traditionnels sont les Achkan / Sherwani, Bandhgala, Lungi, Kurta, Angarkha, Jama, Shalwar Kameez et Dhoti ou Pajama. De plus, récemment, les vêtements occidentaux tels que les pantalons et les chemises ont été acceptés comme vêtements traditionnels indiens par le gouvernement indien.

#### Sous-vêtements
Le kaupin est un pagne non cousu et le langota est un pagne cousu porté comme sous-vêtement dans le dangal organisé dans les akharas notamment la lutte, pour prévenir les hernies et l'hydrocèle.
Le port du kacchera est obligatoire pour les sikhs.

#### Vetti
Les dhotis sont l'une des robes masculines les plus courantes en Inde. Un dhoti est une bande de coton blanche ou de couleur de 1,5 à 2,5 mètres de long. Cette tenue traditionnelle est principalement portée par les hommes dans les villages. Il est maintenu en place par un style d'emballage et parfois à l'aide d'une ceinture, ornementale et brodée ou plate et simple, autour de la taille.
En raison de sa grande popularité dans toute l'Inde, différentes langues ont des termes différents pour décrire les dhotis. En marathi, cela s'appelle dhotar. En pendjabi, il est connu sous le nom de chadra. En gujarati, on l'appelle « Dhotiyu », tandis qu'en télougou, on les appelle Pancha. En tamoul, on les appelle veyti, et en kannada, on les appelle Panche/Lungi. Par-dessus le dhoti, les hommes portent des chemises ou des kurtas.

#### Panche ou Lungi

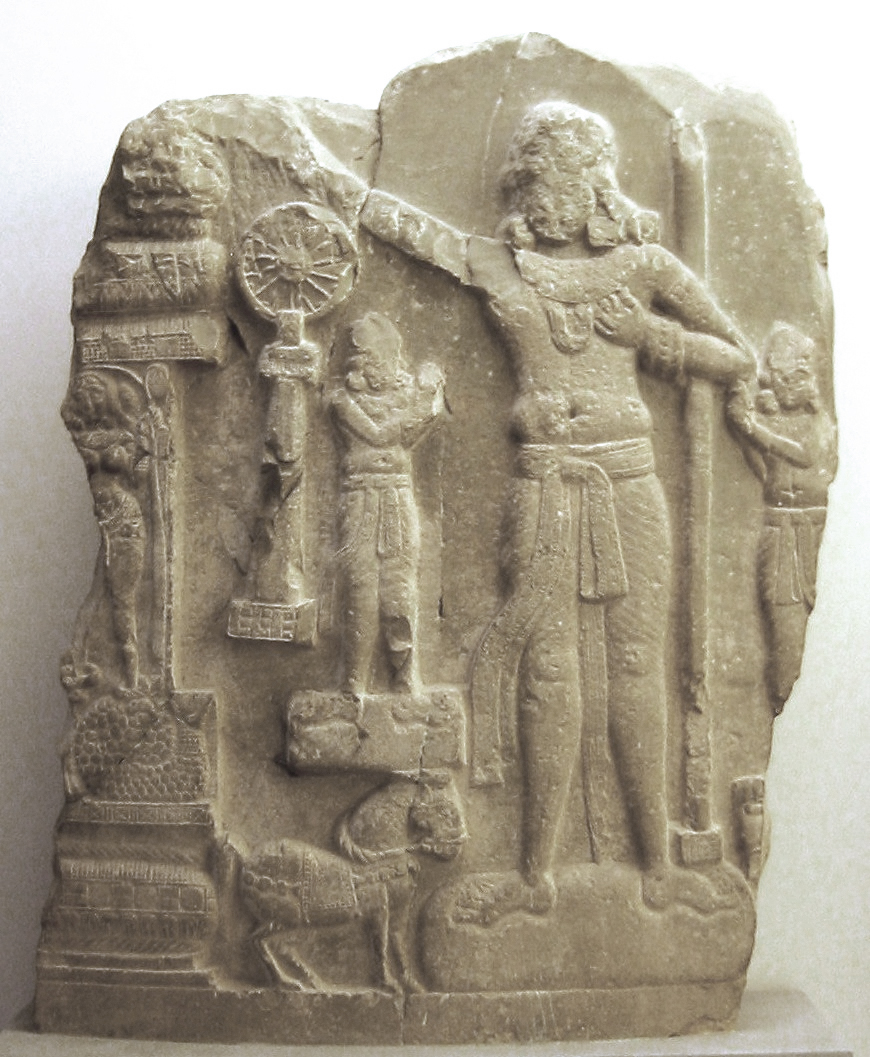
Un Chakravartin portant une pancha. Amaravathi, Ier siècle av. J.-C.(Musée Guimet)

Un Lungi, également connu sous le nom de sarong, est un autre vêtement traditionnel de l'Inde. Un Mundu est un lungi, sauf qu'il est toujours blanc. Il est soit rentré, au-dessus de la taille, jusqu'aux genoux, soit allongé et atteint la cheville. Il est généralement rentré lorsque la personne travaille, dans les champs ou les ateliers, et laissé ouvert en signe de respect, dans les lieux de culte ou lorsque la personne est en présence de dignitaires.
Les lungis sont généralement de deux types : le lungi ouvert et le lungi cousu. Le lungi ouvert est une simple feuille de coton ou de soie, tandis que le lungi cousu a ses deux extrémités ouvertes cousues ensemble pour former une structure tubulaire.
Bien qu'il soit surtout porté par les hommes, les femmes âgées préfèrent également le lungi à d'autres vêtements en raison de sa bonne aération. Il est surtout populaire dans le sud de l'Inde, bien que l'on puisse également voir des habitants du Bangladesh, de Brunei, d'Indonésie, de Malaisie, de Myanmar et de Somalie en lungis, en raison de la chaleur et de l'humidité, qui créent une sensation désagréable pour les pantalons, bien qu'ils soient maintenant devenus courants à l'extérieur de la maison.

#### Achkan

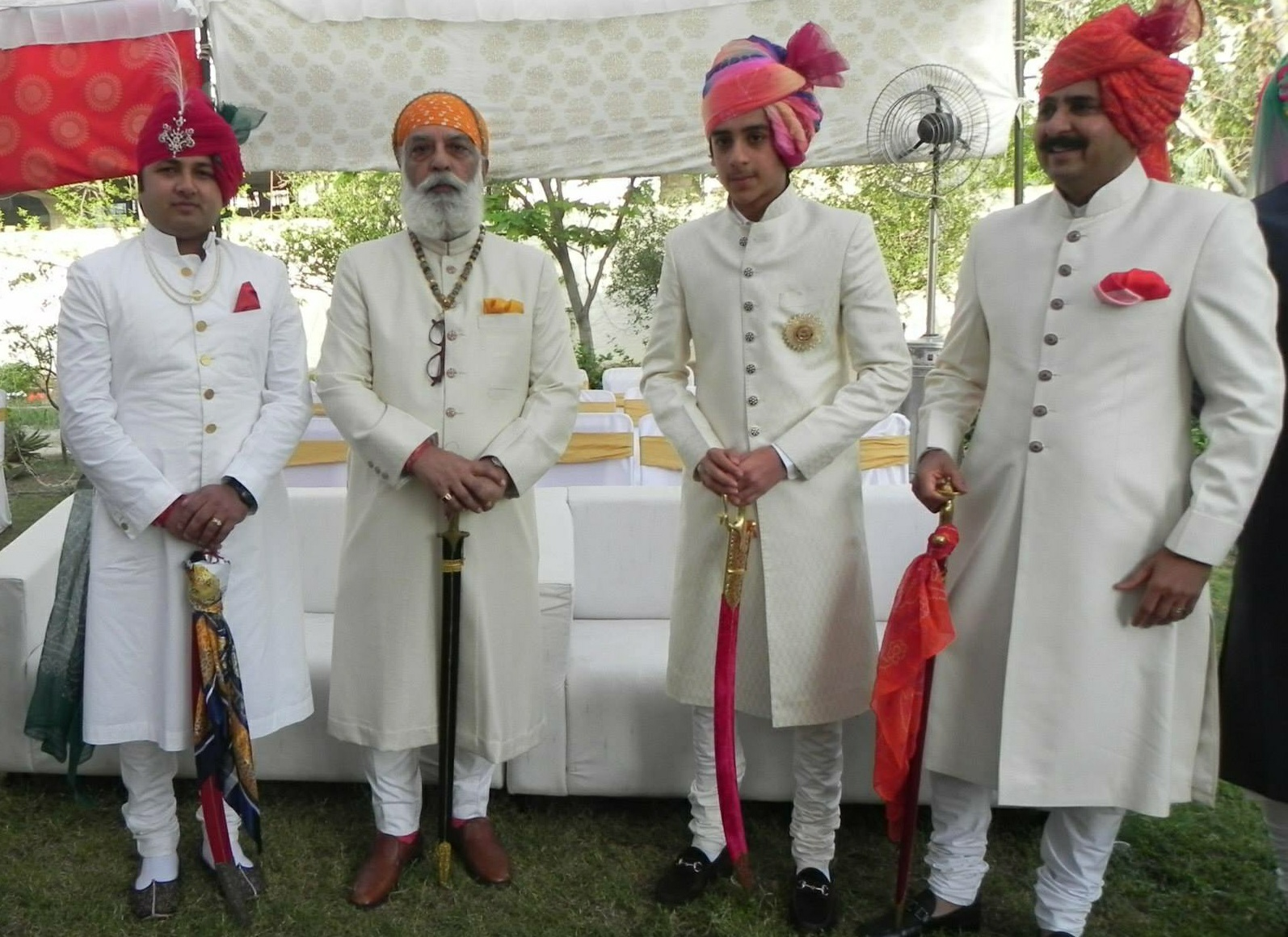
Achkan sherwani et churidar (bas du corps) portés par Arvind Singh Mewar et ses proches lors d'un mariage hindou au Rajasthan, en Inde.

L'achkan est une petite veste qui comporte généralement des boutons apparents sur toute la longueur de la veste. La longueur est généralement juste au niveau des genoux et la veste se termine juste en dessous du genou. L'achkan est très similaire au Sherwani qui est une robe manteau-veston beaucoup plus longue. La veste a un col Nehru. L'achkan était le plus souvent porté avec un pantalon ajusté ou un pantalon appelé churidars. L'achkan est fabriqué à partir de divers tissus pour les occasions formelles et informelles. L'achkan comporte des broderies indiennes traditionnelles comme le gota et le badla. L'achkan était couramment porté par les mariés lors des cérémonies de mariage ou d'autres occasions festives officielles dans le sous-continent indien, mais lorsqu'il est devenu la veste Nehru, l'achkan est devenu moins porté. Il était alors utilisé par les hommes. En Inde, l'achkan est généralement porté pour les occasions officielles en hiver, notamment par les habitants du Rajasthan, du Pendjab, de l'Uttar Pradesh et d'Hyderabad. L'achkan a ensuite évolué pour devenir la veste Nehru, qui est maintenant populaire en Inde. Il peut être brodé d'or ou d'argent. Un foulard appelé dupatta est parfois ajouté à l'achkan.

#### Bandhgala
Un Jodhpuri ou un Bandhgala est un costume de soirée formel de l'Inde. Il est originaire de l'État de Jodhpur et a été popularisé pendant le Raj britannique en Inde. Également connu sous le nom de combinaison Jodhpuri[réf. nécessaire], il s'agit d'un costume de style occidental, avec un manteau et un pantalon, parfois accompagné d'un gilet. Il réunit la coupe occidentale aux broderies indiennes à la main accompagnées par le Waistcoat. Il convient aux occasions telles que les mariages et les réunions formelles.
Le tissu peut être de la soie ou tout autre tissu de costume. Normalement, le tissu est doublé au niveau du col et des boutons avec des broderies. Il peut s'agir d'un tissu uni, jacquard ou jamewari. Normalement, le pantalon est assorti au manteau. La tendance actuelle est de porter des pantalons contrastés, assortis à la couleur du manteau. Le bandhgala est rapidement devenu un uniforme formel et semi-formel populaire dans tout le  Rajasthan et finalement dans toute l'Inde.

#### Angarkha

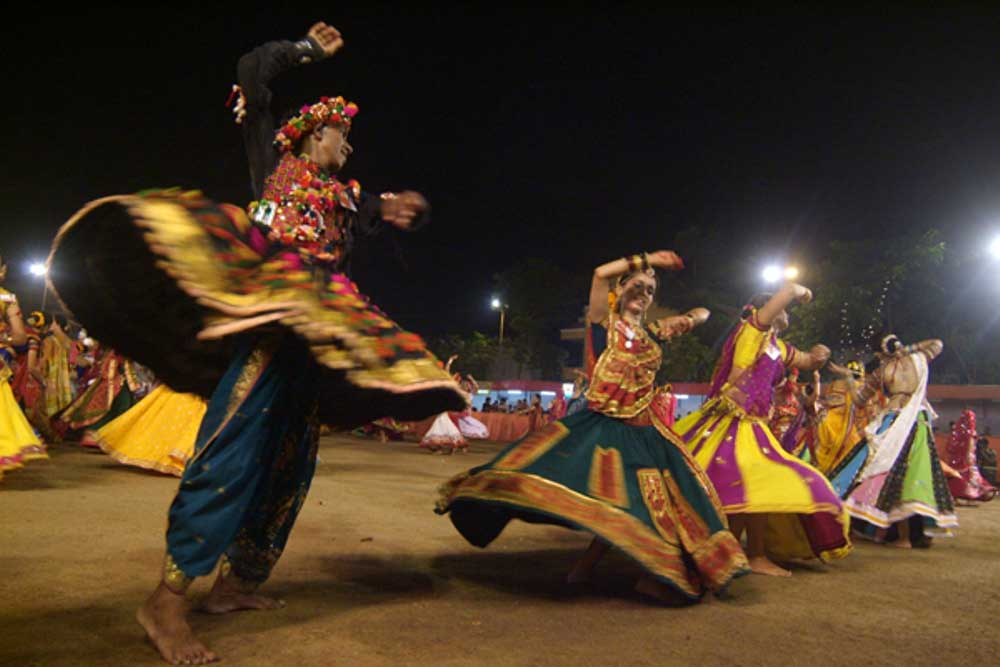
Danseurs de Garba, Ahmedabad. À gauche, un danseur en gujarati Angarakha.

Le terme angarkha est dérivé du mot sanskrit Aṅgarakṣaka, qui signifie protection du corps. L'angarkha était porté dans diverses régions du sous-continent indien, mais si la coupe de base restait la même, les styles et les longueurs variaient d'une région à l'autre. L'angarakha est un vêtement supérieur traditionnel porté dans le sous-continent indien qui se chevauche et est attaché à l'épaule gauche ou droite. Historiquement, l'angarkha était une tenue de cour qu'une personne pouvait enrouler autour d'elle, offrant ainsi une grande souplesse dans les nœuds et les liens appropriés à porter dans les différentes principautés de l'Inde ancienne.

#### Jama
Le jama est un long manteau qui était populaire à l'époque moghole. Il existe de nombreux types de costumes jama qui étaient portés dans diverses régions d'Asie du Sud, dont l'utilisation a commencé à décliner à la fin du XIXe siècle. Toutefois, dans certaines régions de Kutch, les hommes portent encore le jama, également appelé angarkha dont l'ouverture est asymétrique et dont la jupe s'évase autour des hanches. Cependant, certains styles tombent sous les genoux.

### Coiffures
Le turban indien ou le pagri est porté dans de nombreuses régions du pays, avec des styles et des motifs différents selon les endroits. D'autres types de couvre-chefs, comme la Taqiyah et la casquette Gandhi sont portés par différentes communautés du pays pour signifier une idéologie ou un intérêt commun.

#### Dastar

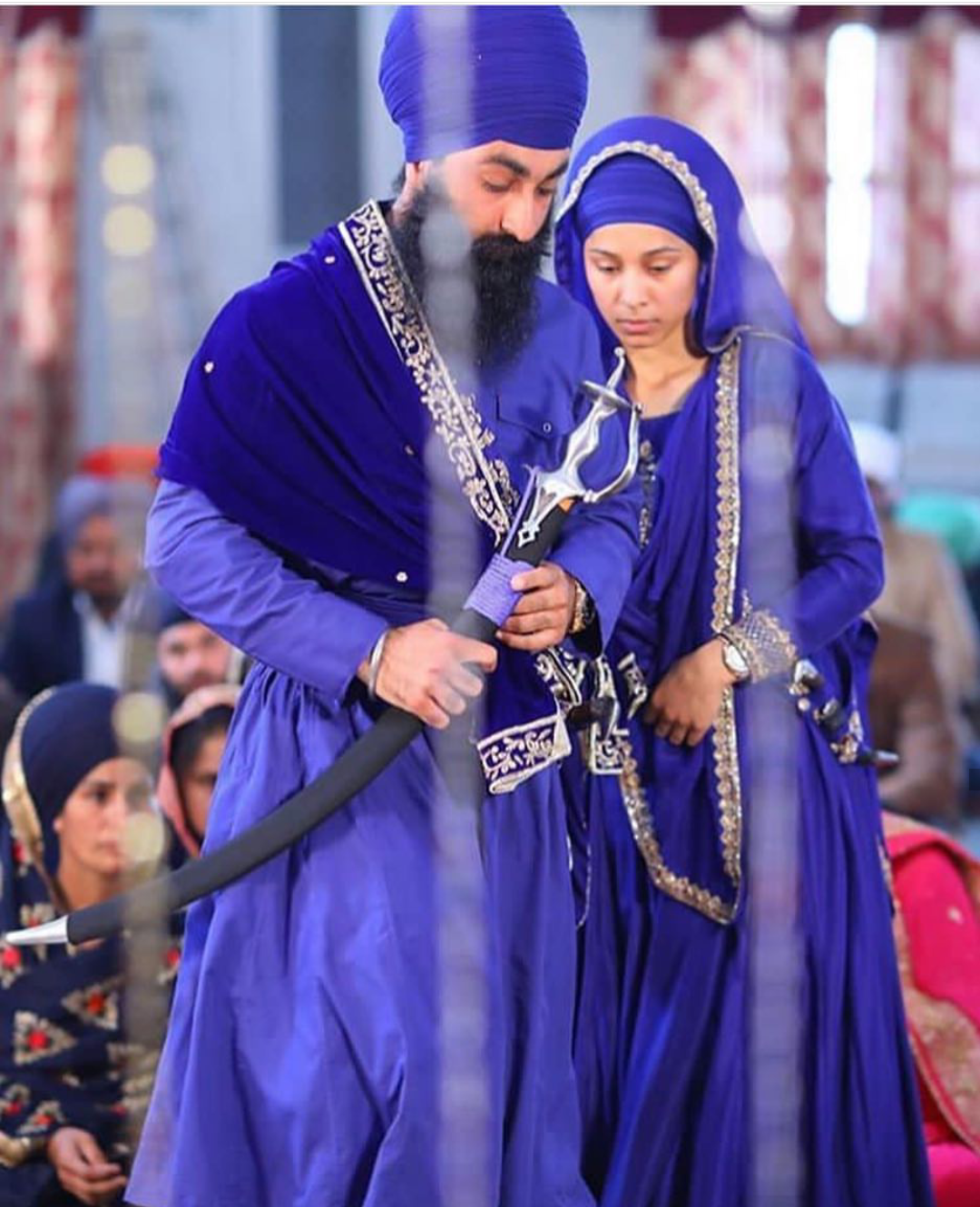
Homme sikh et femmes portant un turban.

Le Dastar, également connu sous le nom de pagri, est un turban porté par la communauté sikh de l'Inde. C'est un symbole de foi représentant des valeurs telles que la vaillance, l'honneur et la spiritualité entre autres. Il est porté pour protéger les cheveux longs et non coupés du sikh, le Kesh qui est l'un des cinq K du sikhisme. Au fil des ans, le dastar a évolué vers différents styles correspondant aux différentes sectes du sikhisme telles que le Nihang et le Namdhari.

#### Pheta
Pheta est le nom marathi des turbans portés dans l'état du Maharashtra. Il est généralement porté lors de cérémonies et d'occasions traditionnelles. C'était un élément obligatoire de l'habillement dans le passé et il a évolué vers différents styles dans différentes régions. Les principaux types sont les Puneri Pagadi, Kolhapuri et Mawali pheta.

#### Mysore Peta

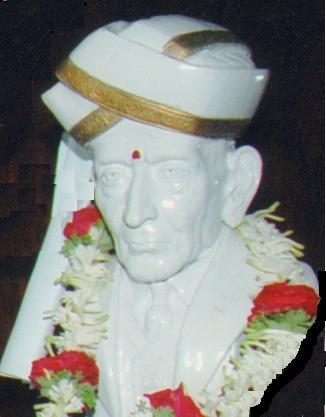
Le Peta de Mysore traditionnel sur un buste de M. Visvesvaraya.

Porté à l'origine par les rois de Mysore lors de réunions officielles du durbar et des processions cérémonielles pendant les festivals, et des rencontres avec des dignitaires étrangers, le peta de Mysore est devenu le symbole de la tradition culturelle du district de Mysore et de Kodagu. L'Université de Mysore a remplacé le mortier conventionnel utilisé lors des cérémonies de remise des diplômes par le peta traditionnel.

#### Safa du Rajasthan
Les turbans au Rajasthan sont appelés pagari ou « safa ». Ils se distinguent par leur style et leur couleur et indiquent la caste, la classe sociale et la région de celui qui les porte. Dans les régions chaudes et sèches, les turbans sont larges et amples. Le paggar est traditionnel au Mewar tandis que le safa l'est au Marwar. La couleur des pagaris revêt une importance particulière, tout comme le pagari lui-même. Dans le passé, le safran représentait la bravoure et la chevalerie. Un turban blanc représentait le deuil. L'échange d'un turban signifiait une amitié indéfectible,.

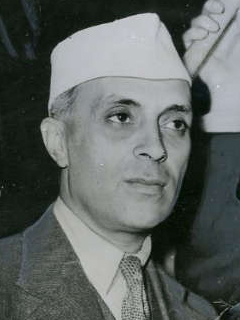
Jawaharlal Nehru portant la casquette Gandhi, 1946.

#### Casquette Gandhi
La casquette Gandhi, une casquette de couleur blanche en khadi, a été popularisée par le Mahatma Gandhi lors du mouvement d'indépendance de l'Inde. La pratique du port de la casquette Gandhi s'est poursuivie même après l'indépendance et est devenue une tradition symbolique pour les politiciens et les militants sociaux. La casquette a été portée tout au long de l'histoire dans de nombreux États tels que le Gujarat, le Maharashtra, l'Uttar Pradesh et le Bengale occidental et est toujours portée par de nombreuses personnes sans signification politique. En 2013, la casquette a retrouvé son symbolisme politique grâce au parti Aam Aadmi, qui arborait des casquettes Gandhi sur lesquelles était écrit « I am a Common Man » écrit dessus. Cette démarche a été en partie influencée par les casquettes « I Am Anna » utilisées pendant le mouvement Lokpal d'Anna Hazare. Lors des élections de 2013 à l'Assemblée législative de Delhi, ces casquettes ont donné lieu à une échauffourée entre les membres du parti Aam Aadmi et ceux du Congrès, au motif que les casquettes de Gandhi étaient utilisées à des fins politiques.

#### Le châle Cachemire
L'une des exportations les plus célèbres de l'Inde est le châle du Cachemire, qui se distingue par son tissage cachemirien et qui est traditionnellement fabriqué en laine de shahtoosh ou de pashmina. Apprécié pour sa chaleur, sa légèreté et son motif buta caractéristique, le châle Cachemire était à l'origine utilisé par la royauté et la noblesse mogholes. À la fin du XVIIIe siècle , il est arrivé en Europe, où son utilisation par la reine Victoria du Royaume-Uni et l'impératrice Joséphine en France l'a popularisé comme symbole de luxe et de statut exotique. Il est devenu un toponyme pour la région du Cachemire elle-même (comme le cachemire), inspirant les industries d'imitation produites en série en Europe et popularisant le buta, aujourd'hui connu sous le nom de motif Paisley. Aujourd'hui, il reste un symbole de luxe dans le monde occidental, couramment utilisé comme cadeau aux dignitaires en visite et utilisé par les personnalités publiques.

## Vêtements contemporains
Au cours les années 1960 et 1970, alors que la mode occidentale absorbait des éléments de la mode indienne, celle-ci a également commencé à absorber rapidement des éléments de la mode occidentale,. Tout au long des années 1980 et 1990, les stylistes occidentaux ont incorporé avec enthousiasme l'artisanat, les textiles et les techniques traditionnels indiens tandis que les stylistes indiens permettaient à l'Occident d'influencer leur travail,. Au début du XXIe siècle, les vêtements occidentaux et indiens s'étaient mélangés, créant un style de vêtements unique pour la population indienne urbaine typique. Les femmes ont commencé à porter des vêtements plus confortables et l'exposition à la mode internationale a conduit à une fusion des styles vestimentaires occidentaux et indiens,. Alors que les femmes ont le choix de porter une tenue occidentale ou traditionnelle au travail, la plupart des multinationales indiennes insistent pour que les employés masculins portent une tenue occidentale.
Les vêtements pour femmes en Inde se composent aujourd'hui de vêtements formels et décontractés tels que des robes, des pantalons, des chemises et des hauts. Les vêtements traditionnels indiens comme le kurti ont été combinés avec des jeans pour faire partie d'une tenue décontractée. Les créateurs de mode indiens ont mélangé des éléments de modèles traditionnels indiens avec des vêtements occidentaux classiques pour créer un style unique de mode indienne contemporaine,.